# Karol XI
Karol XI Wittelsbach, szw. Karl XI (ur. 24 listopada 1655 w Sztokholmie, zm. 5 kwietnia 1697 tamże) – król Szwecji, książę Bremy i Verden, książę Palatynatu-Dwóch Mostów od 1660.

## Życiorys

### Dzieciństwo

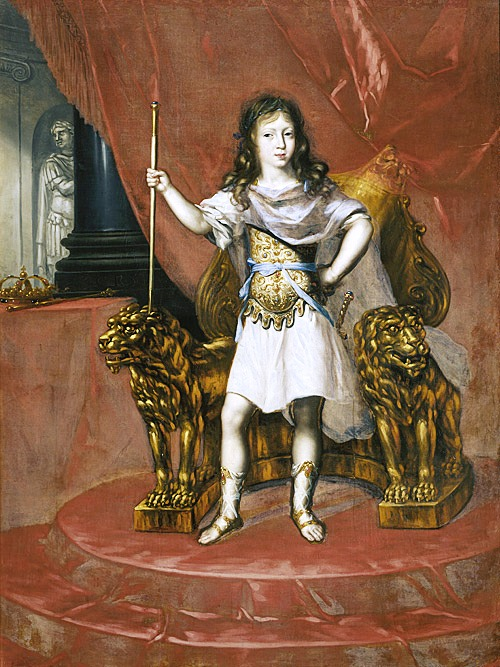
Karol XI w wieku 5 lat na obrazie Davida Klöckera Ehrenstrahla

Urodził się w 1655 na zamku Trzy Korony w Sztokholmie jako syn Karola X Gustawa króla Szwecji i jego żony Jadwigi Eleonory holsztyńskiej, córki Fryderyka III, księcia holsztyńskiego na Gottorpie. W wieku 4 lat objął formalnie rządy po nagłej śmierci swojego ojca, jednak faktyczna władza znajdowała się w rękach jego matki, pełniącej funkcję regentki, oraz oligarchii magnackiej.
Jako nastolatek Karol wiele uwagi poświęcał się zajęciom sportowym i ćwiczeniom, a jego ulubioną rozrywką było polowanie na niedźwiedzie. Nie przejmował się sprawami związanymi z polityką. Nie interesowała go literatura oraz przejawiał objawy dysleksji. Uchodził według współczesnych mu ludzi za osobę mało wykształconą. Był zależny od matki i doradców prowadzących w jego imieniu politykę zagraniczną, ponieważ nie znał żadnego języka obcego poza niemieckim, którym władał bardzo słabo.

### Pierwsze lata panowania
18 grudnia 1672 został uznany przez szwedzki parlament stanowy – Ståndsriksdagen pełnoletnim, co zapoczątkowało jego bezpośrednie rządy w państwie. Na wiosnę tego samego roku zawarł przymierze królem Francji Ludwikiem XIV Burbonem i w zamian za subwencje na zbrojenia zobowiązał się do pomocy wojskowej na wypadek wojny w Niemczech.

### Polityka zagraniczna

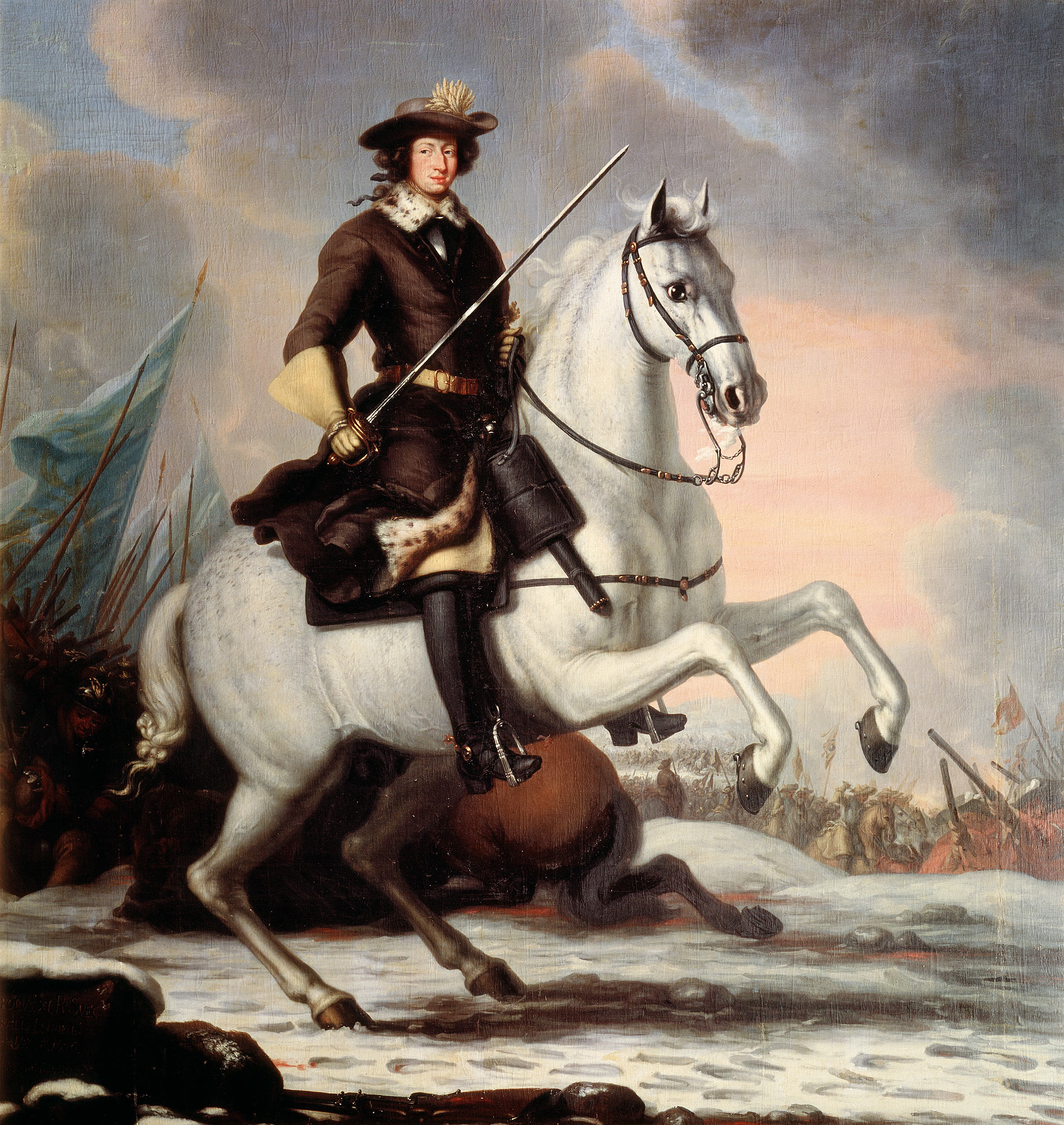
Karol XI podczas bitwy pod Lund (1676)

Wypełniając postanowienia tego traktatu zaatakował w grudniu 1674 Brandenburgię. Niedługo potem znalazł się w stanie wojny ze sprzymierzeńcami elektora brandenburskiego: Danią i Holandią, co uwikłało Szwecję w walki na kilku frontach. 28 czerwca 1675 roku wojska szwedzkie poniosły klęskę w bitwie pod Fehrbelinem. Po serii klęsk zadanych flocie szwedzkiej przez Duńczyków i Holendrów koło Olandii (1676) i Zelandii (1677) utracił inicjatywę na Morzu Bałtyckim, w efekcie czego w latach 1675–1678 poniósł duże straty terytorialne, głównie na rzecz Brandenburgii, która zajęła całą część szwedzkiego Pomorza Zachodniego z Wołogoszczą, Szczecinem i wyspami Uznam, Wolin i Rugią. Dzięki interwencji dyplomatycznej Francji odzyskał większość utraconych ziem oraz zawarł traktaty pokojowe z Brandenburgią w Saint-Germain-en-Laye (29 czerwca 1679) i Danią w Lund (26 września 1679).

### Polityka wewnętrzna
Niepowodzenia w polityce zagranicznej polegające na prowadzeniu niepomyślnych wojen, pozwoliły Karolowi XI na wprowadzenie w Szwecji rządów absolutnych, które popierali mieszczanie oraz średnia szlachta. W latach 1680–1683 zniósł baronie i hrabstwa, a cały obszar państwa podzielił na mniejsze okręgi (routu), z których każdy był zobowiązany dostarczać jednego żołnierza oraz wyposażyć go w broń. Ponadto żołnierz dostawał w swoim okręgu kawałek ziemi.

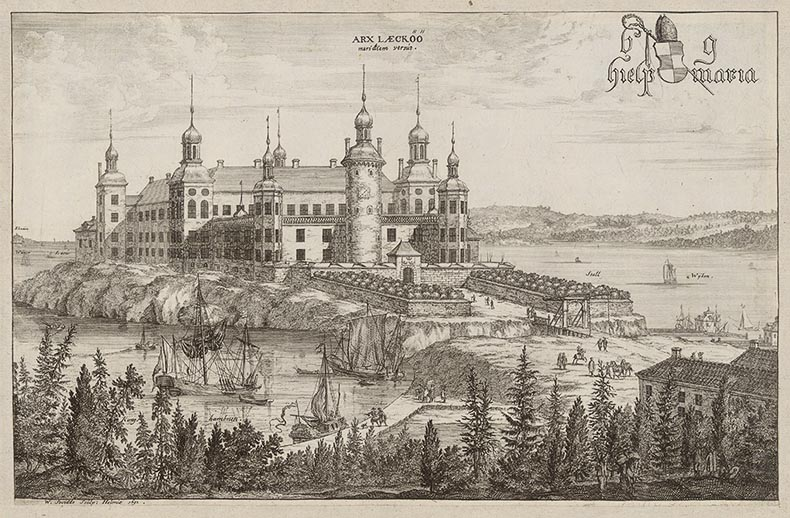
Zamek Läckö, jedna z posiadłości objętych wielką redukcją

Przeprowadził przy poparciu niższych stanów rewindykację dóbr królewskich (tzw. wielka redukcja), dzięki czemu ustabilizował finanse. Niedługo potem dokonał reformy systemu finansowego oraz reorganizacji armii.
Ograniczył rolę instytucji stanowych, sejmu i Rady Królestwa, którą przekształcił w Radę Królewską jako doradczy organ panującego. Dążył do pełnej integracji ustrojowej i administracyjnej prowincji szwedzkich, a w przypadku byłych prowincji duńskich i norweskich – Skanii i Blekinge, także narodowej. Za jego panowania założono w 1666 Uniwersytet w Lund.

### Małżeństwo i dzieci
6 maja 1680 poślubił Ulrykę Eleonorę Oldenburg, córkę króla Danii Fryderyka III i Zofii Amalii brunszwickiej. Para miała siedmioro dzieci:

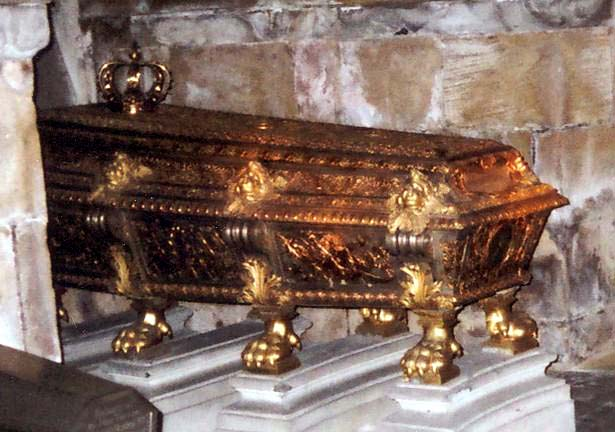
Trumna ze szczątkami Karola XI

- Jadwigę Zofię, przyszłą księżną Holstein-Gottorp (1681–1708)
- Karola XII, kolejnego króla Szwecji (1682–1718)
- Gustawa (1683–1685)
- Ulryka (1684–1685)
- Fryderyka (1685–1685)
- Karola Gustawa (1686–1687)
- Ulrykę Eleonorę, również przyszłą królową Szwecji (1688–1741).

### Śmierć
Karol XI skarżył się od 1694 na częste bóle brzucha. Dwa lata później stan zdrowia władcy znacznie się pogorszył, tak że już w lutym 1697 król musiał wracać często do Sztokholmu, gdzie lekarze odkryli, że Karol XI ma duży i twardy guz w brzuchu oraz że są bezsilni i niewiele mogą zrobić, aby go wyleczyć. Dwa miesiące później władca zmarł, a sekcja zwłok wykazała, iż nowotwór rozprzestrzenił się na całą jamę brzuszną. Został pochowany w sztokholmskim kościele Riddarholmen.

## Genealogia
| Prapradziadkowie                   | książę Palatynatu-Zweibrücken Wolfgang Wittelsbach (1526-1569) ∞1545 Anna Heska (1504-1567)               | książę Kleve, Jülich i Bergu Wilhelm Bogaty (1516-1592) ∞1546 Maria Habsburg (1531-1581)                  | król Szwecji Gustaw I Waza (1496-1560) ∞1536 Małgorzata Leijonhufvud (1514-1551)                        | elektor Palatynatu Reńskiego Ludwik VI Wittelsbach (1539-1583) ∞1560 Elżbieta Heska (1539-1582)         | książę Szlezwika-Holsztynu-Gottorp Adolf I (1526-1586) ∞1564 Krystyna Hessen-Kassel (1543-1604)     | król Danii Fryderyk II Oldenburg (1534-1588) ∞1572 Zofia Meklemburska (1557-1631)                   | elektor Saksonii Krystian I Wettyn (1560-1591) ∞1582 Zofia Hohenzollern (1568-1622)                 | książę Prus Albrecht Fryderyk Hohenzollern (1553-1618) ∞1573 Maria Eleonora Jülich-Kleve-Berg (1550-1608) |
| Pradziadkowie                      | książę Palatynatu-Zweibrücken Jan I Wittelsbach (1550-1604) ∞1579 Magdalena Jülich-Klewe-Berg (1553-1633) | książę Palatynatu-Zweibrücken Jan I Wittelsbach (1550-1604) ∞1579 Magdalena Jülich-Klewe-Berg (1553-1633) | król Szwecji Karol IX Waza (1550-1611) ∞1579 Anna Maria Wittelsbach (1561-1589)                         | król Szwecji Karol IX Waza (1550-1611) ∞1579 Anna Maria Wittelsbach (1561-1589)                         | książę Szlezwika-Holsztynu-Gottorp Jan Adolf (1575-1616) ∞1596 Augusta Oldenburg (1580-1639)        | książę Szlezwika-Holsztynu-Gottorp Jan Adolf (1575-1616) ∞1596 Augusta Oldenburg (1580-1639)        | elektor Saksonii Jan Jerzy I Wettyn (1585-1656) ∞1607 Magdalena Sybilla Hohenzollern (1586-1659)    | elektor Saksonii Jan Jerzy I Wettyn (1585-1656) ∞1607 Magdalena Sybilla Hohenzollern (1586-1659)          |
| Dziadkowie                         | książę Palatynatu-Zweibrücken Jan Kazimierz Wittelsbach (1589-1652) ∞1615 Katarzyna Wazówna (1584-1638)   | książę Palatynatu-Zweibrücken Jan Kazimierz Wittelsbach (1589-1652) ∞1615 Katarzyna Wazówna (1584-1638)   | książę Palatynatu-Zweibrücken Jan Kazimierz Wittelsbach (1589-1652) ∞1615 Katarzyna Wazówna (1584-1638) | książę Palatynatu-Zweibrücken Jan Kazimierz Wittelsbach (1589-1652) ∞1615 Katarzyna Wazówna (1584-1638) | książę Szlezwika-Holsztynu-Gottorp Fryderyk III (1597-1659) ∞1630 Maria Elżbieta Wettyn (1610-1684) | książę Szlezwika-Holsztynu-Gottorp Fryderyk III (1597-1659) ∞1630 Maria Elżbieta Wettyn (1610-1684) | książę Szlezwika-Holsztynu-Gottorp Fryderyk III (1597-1659) ∞1630 Maria Elżbieta Wettyn (1610-1684) | książę Szlezwika-Holsztynu-Gottorp Fryderyk III (1597-1659) ∞1630 Maria Elżbieta Wettyn (1610-1684)       |
| Rodzice                            | król Szwecji Karol X Gustaw (1622-1660) ∞1654 Jadwiga Eleonora holsztyńska (1636-1715)                    | król Szwecji Karol X Gustaw (1622-1660) ∞1654 Jadwiga Eleonora holsztyńska (1636-1715)                    | król Szwecji Karol X Gustaw (1622-1660) ∞1654 Jadwiga Eleonora holsztyńska (1636-1715)                  | król Szwecji Karol X Gustaw (1622-1660) ∞1654 Jadwiga Eleonora holsztyńska (1636-1715)                  | król Szwecji Karol X Gustaw (1622-1660) ∞1654 Jadwiga Eleonora holsztyńska (1636-1715)              | król Szwecji Karol X Gustaw (1622-1660) ∞1654 Jadwiga Eleonora holsztyńska (1636-1715)              | król Szwecji Karol X Gustaw (1622-1660) ∞1654 Jadwiga Eleonora holsztyńska (1636-1715)              | król Szwecji Karol X Gustaw (1622-1660) ∞1654 Jadwiga Eleonora holsztyńska (1636-1715)                    |
| Karol XI (1655-1697), król Szwecji | | | | | | | | |